# Methoděj Charvát
Methoděj Charvát, též Metoděj Charvát (5. července 1875 Třebíč-Horka – 12. června 1948 Třebíč), byl český a československý sociálně demokratický politik a poslanec Revolučního národního shromáždění Republiky československé za Československou sociálně demokratickou stranu dělnickou. Původně pracoval jako kartáčník, propracoval se na ředitele nemocenské pojišťovny.

## Biografie
Politicky aktivní byl již za Rakouska-Uherska. Už od 19. století se angažoval v sociálně demokratickém hnutí. Patřil mezi předáky sociálních demokratů na Šumpersku. Od roku 1906 byl úředníkem nemocenské pokladny v Šumperku, Zábřehu a Litovli.
Ve volbách do Říšské rady roku 1911 se stal poslancem Říšské rady (celostátní parlament), kam byl zvolen za český okrsek Morava 21. Usedl do poslanecké frakce Klub českých sociálních demokratů. Ve vídeňském parlamentu setrval do zániku monarchie.
V letech 1918–1920 zasedal v československém Revolučním národním shromáždění za Československou sociálně demokratickou stranu dělnickou. Podle údajů k roku 1918 byl profesí úředníkem nemocenské pokladny. Po roce 1930 se vrátil do Třebíče, kde namaloval 4 metry dlouhý betlém a spolu s Eduardem Charvátem začal dokumentovat betlémářství v Třebíči. V Třebíči pak působil jako aktivní člen muzejního spolku.
Jeho synovcem byl historik a vysokoškolský funkcionář Jaroslav Charvát.